# El efecto K. El montador de Stalin
El efecto K. El montador de Stalin és una pel·lícula documental espanyola del 2013 dirigida per Valentí Figueres, un joc de ficció en l'estela de Zelig de Woody Allen i Forgotten Silver de Peter Jackson i Costa Botes.

## Sinopsi
L'Efecte K ens presenta l'estranya i sorprenent història de Maxime Stransky, un personatge gairebé desconegut fins a la caiguda del teló d'acer. Aventurer de la Revolució russa, falsificador, actor i productor de Hollywood, amic de Serguei Eisenstein i deixeble de Dziga Vértov, i muntador de cinema de les pel·lícules casolanes privades de Stalin. Va treballar com a actor a Moscou en els anys 1920 i va combatre a la guerra civil espanyola i la Segona Guerra Mundial. Va tenir dues famílies, una a la Unió Soviètica i l'altra als Estats Units.
El documental mostra la gran metàfora del cinema i l'odissea d'aquells que es van arriscar a somiar i van ser devorats pels seus somnis. Una aventura en els orígens del cinema i les utopies, una road movie històrica.

## Repartiment
- Antonio Bachero ...	Stalin
- Jordi Boixaderas...	Maxime Stransky (veu)
- Jordi Collado	...	Jove Maxime Stransky
- Marisa Ibáñez ...	Kalyna
- Isabel Pastor	...	Barbara Opus
- Valentí Piñot	...	Vell Maxime Stransky
- Anthony Senen	...	Jove Sergei Eisenstein

## Nominacions i premis
Ha participat en 52 festivals i ha rebut 20 premis, inclòs el de Millor Guió al Festival Internacional de Cinema de Guadalajara (Mèxic), Millor Pel·lícula i Director a The Delta International Film & Vídeo Festival (EUA) i en Sunscreen Film Festival (EUA) i Gran Premi del Jurat al Festival Internacional de Cinema de Mèxic, entre altres guardons.